# Station Uphall
Uphall is een spoorwegstation van National Rail in West Lothian in Schotland. Het station is eigendom van Network Rail en wordt beheerd door ScotRail. 